# Олт (Колорадо)
Олт (енгл. Ault) град је у америчкој савезној држави Колорадо.

## Демографија
По попису из 2010. године број становника је 1.519, што је 87 (6,1%) становника више него 2000. године.
| Група             | 2000.       | 2010.         |
| Белци             | 967 (67,5%) | 1.016 (66,9%) |
| Афроамериканци    | 1 (0,1%)    | 6 (0,4%)      |
| Азијати           | 6 (0,4%)    | 8 (0,5%)      |
| Хиспаноамериканци | 433 (30,2%) | 455 (30,0%)   |
| Укупно            | 1.432       | 1.519         |